# ديف

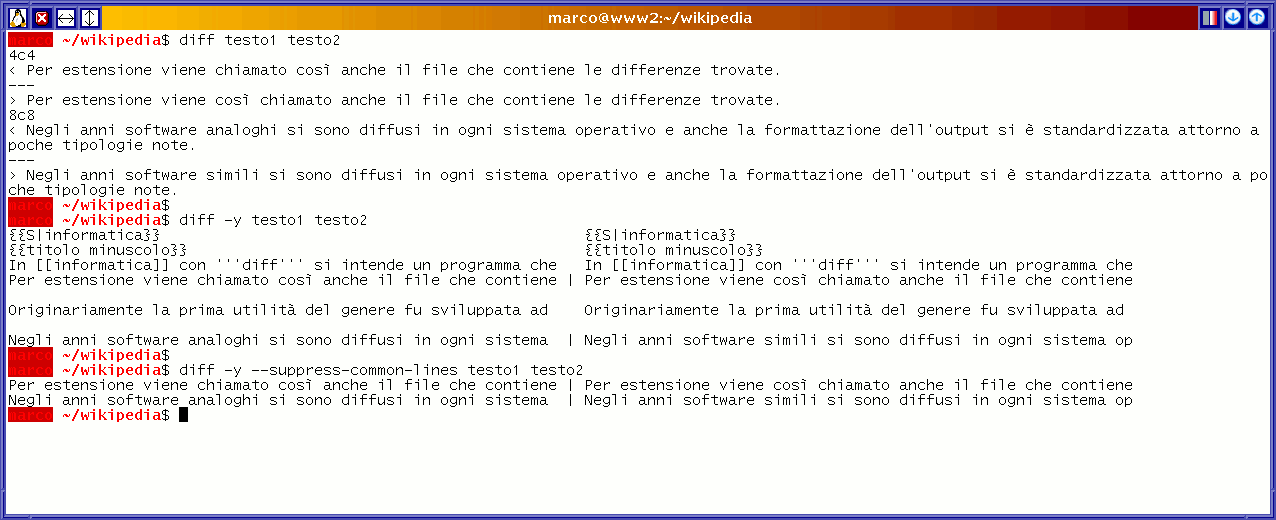

في الحوسبة، ديف (diff) هو أداه مقارنة ملفات تقوم بإخراج الفرق بين ملفين، أو التغيرات التي حدثت إلى ملف عن طريق مقارنته بنسخة سابقة للملف نفسه. diff يقوم بعرض التغييرات الحادثة لكل سطر للملفات النصية. التطبيقات الحديثة تدعم المقارنة بين ملفات ثنائية Binary files. المخرجات تدعى diff أو باتش patch حيث أنه يمكن تطبيق المخرجات باستخدام برنامج يونكس patch.